# Santa Maria del Faro (Nápoly)
A San Gioacchino a Pontenuovo templom Nápolyban, a posillipói tengerparton.

## Története
A 13. században épült meg. A 18. században jelentősen átépítették Ferdinando Sanfelice tervei alapján, a Mazza család megbízásából. Ekkor nyerte el mai barokkos formáját. A templom egyhajós, oldalkápolnákkal. A templomban a közeli ásatások során feltárt római kori szarkofágokat őriznek, valamint az ókori római villa, a Villa Pausylipon részeit. A hagyományok szerint az ókori római világítótorony helyén épült fel, innen származik neve is.